# Racotis quadripunctata
Racotis quadripunctata là một loài bướm đêm trong họ Geometridae.